# Cyclocephala liomorpha
Cyclocephala liomorpha är en skalbaggsart som beskrevs av Gilbert John Arrow 1911. Cyclocephala liomorpha ingår i släktet Cyclocephala och familjen Dynastidae. Inga underarter finns listade i Catalogue of Life.